# Douchy (Loiret)
Pour les articles homonymes, voir Douchy.
Douchy est une ancienne commune française située dans le département du Loiret en région Centre-Val de Loire, devenue le 1er janvier 2016 une commune déléguée au sein de la commune nouvelle de Douchy-Montcorbon.

## Géographie

### Situation
La commune de Douchy se trouve dans le quadrant nord-est du département du Loiret, dans la région agricole du Gâtinais pauvre. À vol d'oiseau, elle se situe à 85,6 km  d'Orléans, préfecture du département, à 23,7 km de Montargis, sous-préfecture, et à 9,5 km de Château-Renard, ancien chef-lieu du canton dont dépendait la commune avant mars 2015. La commune fait partie du bassin de vie de Courtenay dont elle est éloignée de 10,7 km.

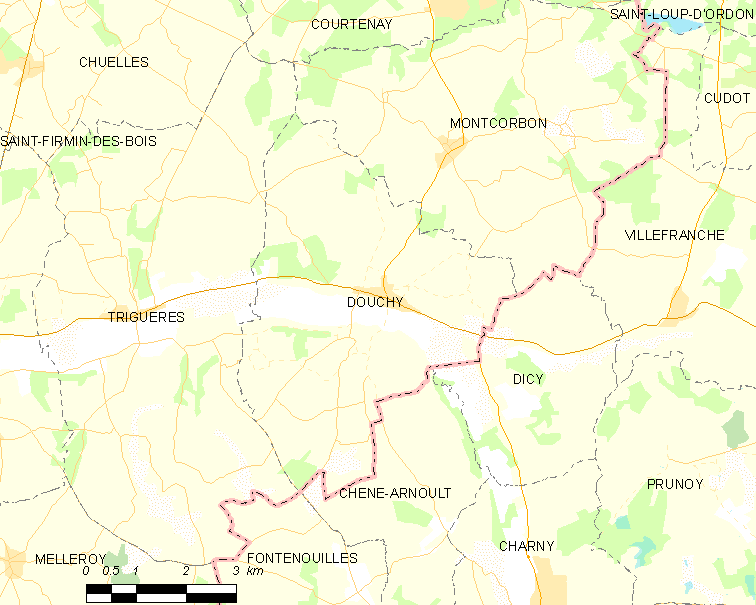
Carte de la commune de Douchy et des communes limitrophes.

Les communes les plus proches sont : Montcorbon (3,1 km), Dicy (4 km, dans l'Yonne), Chêne-Arnoult (4,8 km, dans l'Yonne), Triguères (5,1 km), Villefranche (5,5 km, dans l'Yonne), Fontenouilles (6 km, dans l'Yonne), Prunoy (6,5 km, dans l'Yonne), Charny (7 km, dans l'Yonne), Chuelles (9,2 km) et Melleroy (9,2 km).

### Hydrographie
La Chanteraine, affluent de l'Ouanne, traverse le territoire de la commune.

Le ru du Cuivre se jette dans l'Ouanne à Douchy.

### Milieux naturels et biodiversité

#### ZNIEFF
L’inventaire des zones naturelles d'intérêt écologique, faunistique et floristique (ZNIEFF) a pour objectif de réaliser une couverture des zones les plus intéressantes sur le plan écologique, essentiellement dans la perspective d’améliorer la connaissance du patrimoine naturel national et de fournir aux différents décideurs un outil d’aide à la prise en compte de l’environnement dans l’aménagement du territoire. Le territoire communal de Douchy ne comprend pas de ZNIEFF.

#### Natura 2000

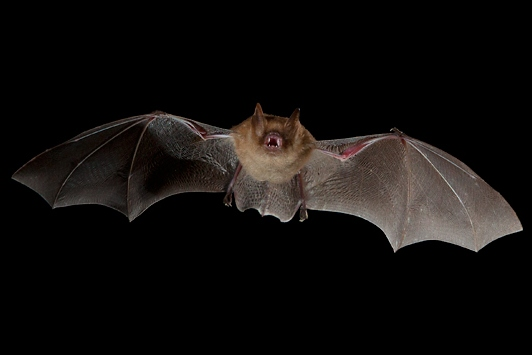
Vespertilion à oreilles échancrées.

Une marnière au bois de Masson du lieu-dit les Guillards (mais plus proche d’Avallon sur la commune de Triguères), près du ru des Massons qui entaille le coteau nord de la vallée de l'Ouanne, sert de gîte d’hibernation pour des chauve-souris. Elle a été regroupée avec sept autres marnières de l'est du Loiret dans le même cas, cet ensemble de cinq sites ayant en 2013 été classé en Zone Spéciale de Conservation et le tout intégré au réseau Natura 2000.
La marnière de Douchy, de 30 m de profondeur pour 28 m de large, abritait en 2005 des vespertilions à oreilles échancrées, des vespertilion de Bechstein (repérés en 2002) et des grands murins. Des barbastelles y ont été vues de 1990 à 1999, absentes depuis (elles préfèrent hiberner dans des troncs d'arbres),.

## Urbanisme

### Lieux-dits et écarts
- Moulin de Launay.

### Planification
Le conseil municipal prescrit l'élaboration d'un plan local d'urbanisme le 6 novembre 2006, en application de la loi relative à la solidarité et au renouvellement urbains, dite loi SRU, et afin de remplacer le plan d'occupation des sols qui avait été approuvé en 1986 et révisé en 2002. Après l'enquête publique qui s'est déroulée du 20 décembre 2009 au 29 janvier 2010, le document est approuvé le 16 juillet 2010,.

### Voies de communication et transports

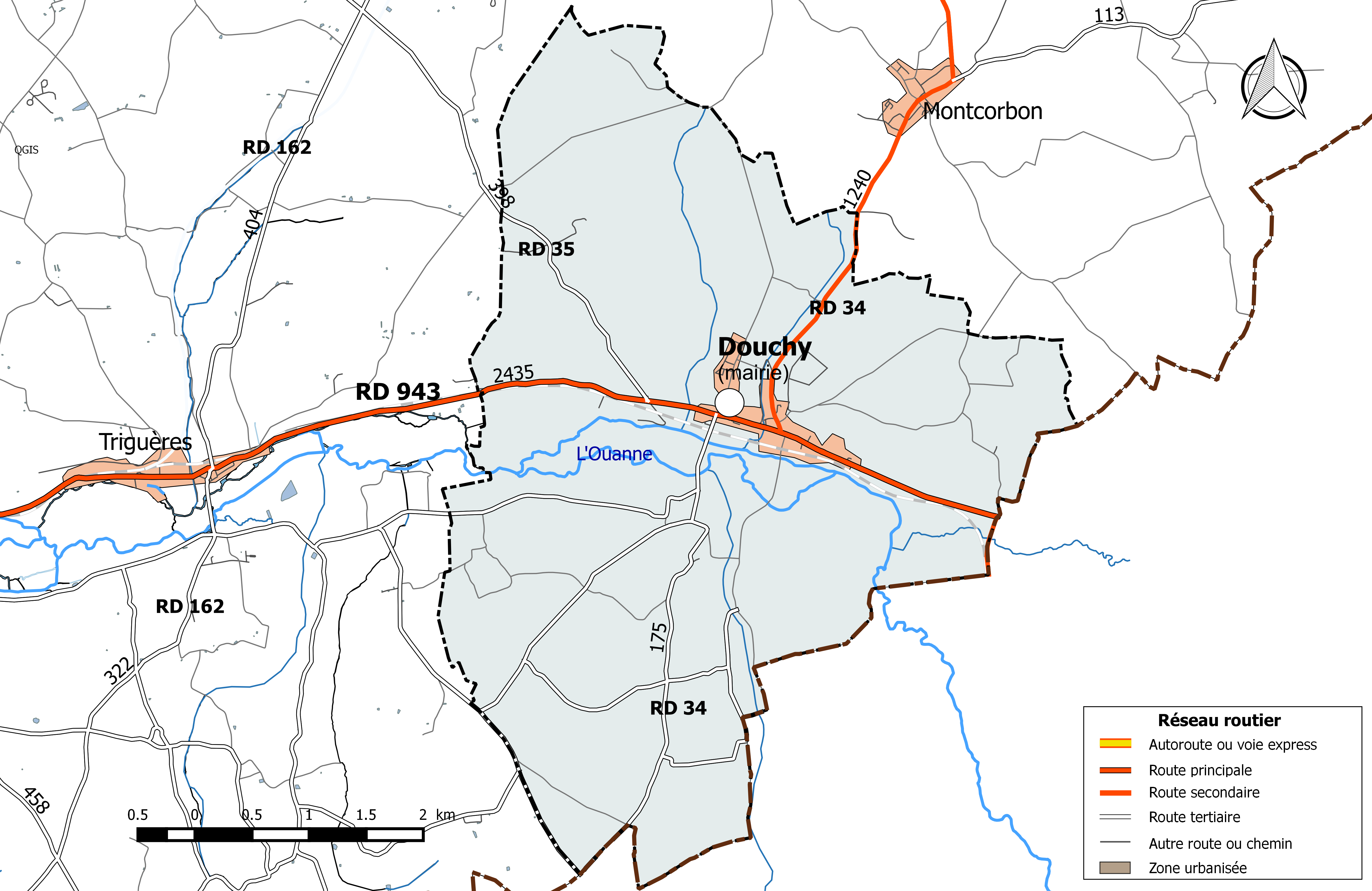
Réseau routier principal de la commune de Douchy (avec indication du trafic routier 2014).

#### Infrastructures routières
La commune est traversée par trois routes départementales :  une route à trafic modéré (la RD943) et deux routes à faible trafic : la RD34 et la RD35.
La RD943 relie Montargis à Douchy et supporte en 1974 un trafic de 2 435 véhicules/jour dans la traversée de la commune. La RD 34, qui relie la commune au Bignon-Mirabeau supporte 1 240 véhicules/jour au nord du bourg et 175 au sud. La RD 35 (398 véhicules/jour) relie le bourg à La Selle-en-Hermoy.

#### Transports en commun routiers
Douchy est desservie par la ligne régulière n°13 du réseau d'autocars interurbains Ulys qui relie Montcorbon à Montargis. Cette ligne  propose un nombre de dessertes variable en fonction des jours ouvrables de la semaine. Des correspondances SNCF, avec le Transilien et le réseau Amelys sont assurées à la gare de Montargis. À compter du 1er janvier 2017, la compétence des services de transports routiers interurbains, réguliers et à la demande est transférée des départements aux régions, et donc localement du département du Loiret à la région Centre-Val de Loire, consécutivement à la loi NOTRe du 7 août 2015.

#### Infrastructures ferroviaires
La commune est située sur l'ancienne ligne ferroviaire d'Orléans à Châlons.

## Histoire
Entre le 29 janvier et le 8 février 1939, plus de 2 800 réfugiés espagnols fuyant l'effondrement de la république espagnole devant les troupes de Franco, arrivent dans le Loiret. Devant l'insuffisance des structures d'accueil d’Orléans, 46 centres d’accueil ruraux sont ouverts, dont un à Douchy. Les réfugiés, essentiellement des femmes et des enfants (les hommes sont désarmés et retenus dans le Sud de la France), sont soumis à une quarantaine stricte, vaccinés, le courrier est limité, et le ravitaillement, s'il est peu varié et cuisiné à la française, est cependant assuré. Une partie des réfugiés rentrent en Espagne, incités par le gouvernement français qui facilite les conditions du retour, ceux préférant rester sont regroupés au camp de la verrerie des Aydes, à Fleury-les-Aubrais.

## Politique et administration

### Découpage territorial

#### Bloc communal: Commune et intercommunalités
La paroisse de Douchy acquiert le statut de municipalité avec le  décret du 12 novembre 1789 de l'Assemblée Nationale puis celui de « commune », au sens de l'administration territoriale actuelle, par le décret de la Convention nationale du 10 brumaire an II (31 octobre 1793). Il faut toutefois attendre la loi du 5 avril 1884 sur l'organisation municipale pour qu'un régime juridique uniforme soit défini pour toutes les communes de France, point de départ de l’affirmation progressive des communes face au pouvoir central.
Aucun événement de restructuration majeure du territoire, de type suppression, cession ou réception de territoire, n'a affecté la commune depuis sa création.
Le 1er décembre 2009, un arrêté préfectoral transforme le SIVOM du canton de Château-Renard, créé le 2 avril 1968, en Communauté de Communes de Château-Renard qui comprend dix communes dont Douchy. La commune appartient à d'autres établissements publics de coopération intercommunale, de type syndicats ou autres regroupements intercommunaux. Le découpage territorial de ces structures est en constante évolution dans une perspective de rationalisation et d'efficience des services.

#### Circonscriptions de rattachement
Sous l'Ancien Régime, à la veille des États généraux de 1789, la paroisse de Douchy était rattachée sur le plan ecclésiastique de l'ancien diocèse de Sens et sur le plan judiciaire au bailliage de Montargis.
La loi du 22 décembre 1789 divise le pays en 83 départements découpés chacun en six à neuf districts eux-mêmes découpés en cantons regroupant des communes. Les districts, tout comme les départements, sont le siège d’une administration d’État et constituent à ce titre des circonscriptions administratives. La commune de Douchy est alors incluse dans le canton de Chateaurenard, le district de Montargis et le département du Loiret.
La recherche d’un équilibre entre la volonté d’organiser une administration dont les cadres permettent l’exécution et le contrôle des lois d’une part, et la volonté d’accorder une certaine autonomie aux collectivités de base (paroisses, bourgs, villes) d’autre part, s’étale de 1789 à 1838. Les découpages territoriaux évoluent ensuite au gré des réformes visant à décentraliser ou recentraliser l'action de l'État. La régionalisation fonctionnelle des services de l'État (1945-1971) aboutit à la création de régions. L'acte I de la décentralisation de 1982-1983 constitue une étape importante en donnant l'autonomie aux collectivités territoriales, régions, départements et communes. L'acte II intervient en 2003-2006, puis l'acte III en 2012-2015.
Le tableau suivant présente les rattachements, au niveau infra-départemental, de la commune de Douchy aux différentes circonscriptions administratives et électorales ainsi que l'historique de l'évolution de leurs territoires.
| Circonscription             | Nom                | Période   | Type                         | Évolution du découpage territorial |
| --------------------------- | ------------------ | --------- | ---------------------------- | --- |
| District                    | Montargis          | 1790-1795 | Administrative               | La commune est rattachée au district de Montargis de 1790 à 1795,. La Constitution du 5 fructidor an III, appliquée à partir de vendémiaire an IV (1795) supprime les districts, rouages administratifs liés à la Terreur, mais maintient les cantons qui acquièrent dès lors plus d'importance. |
| Canton                      | Chateaurenard      | 1790-1801 | Administrative et électorale | Le 10 février 1790, la municipalité de Douchy est rattachée au canton de Chateaurenard qui comprend sept municipalités. Les cantons acquièrent une fonction administrative avec la disparition des districts en 1795. |
| Canton                      | Château-Renard     | 1801-2015 | Administrative et électorale | Sous le Consulat, un redécoupage territorial visant à réduire le nombre de justices de paix ramène le nombre de cantons dans le Loiret de 59 à 31. Douchy est alors rattachée par arrêté du 9 vendémiaire an X (30 septembre 1801) au canton de Château-Renard qui comprend désormais dix communes,. |
| Canton                      | Courtenay          | 2015-     | Électorale                   | La loi du 17 mai 2013 et ses décrets d'application publiés en février et mars 2014 introduisent un nouveau découpage territorial pour les élections départementales. La commune est alors rattachée au nouveau canton de Courtenay. Depuis cette réforme, plus aucun service de l'État n'exerce sa compétence sur un territoire s'appuyant sur le nouveau découpage cantonal. Le canton a disparu en tant que circonscription administrative de l'État ; il est désormais uniquement une circonscription électorale dédiée à l'élection d'un binôme de conseillers départementaux siégeant au conseil départemental. |
| Arrondissement              | Montargis          | 1801-     | Administrative               | Douchy est rattachée à l'arrondissement de Montargis depuis sa création en 1801,. |
| Circonscription législative | 4e circonscription | 2010-     | Électorale                   | Lors du découpage législatif de 1986, le nombre de circonscriptions législatives passe dans le Loiret de 4 à 5. Un nouveau redécoupage intervient en 2010 avec la loi du 23 février 2010. En attribuant un siège de député « par tranche » de 125 000 habitants, le nombre de circonscriptions par département varie désormais de 1 à 21,. Dans le Loiret, le nombre de circonscriptions passe de cinq à six. La réforme n'affecte pas Douchy qui reste rattachée à la quatrième circonscription. |

#### Collectivités de rattachement
La commune de Douchy est rattachée au département du Loiret et à la région Centre-Val de Loire, à la fois circonscriptions administratives de l'État et collectivités territoriales.

### Politique et administration

#### Conseil municipal et maire
Lors des élections municipales de 2014, le conseil municipal de Douchy, commune de plus de 1 000 habitants, est élu au scrutin proportionnel de liste à deux tours (sans aucune modification possible de la liste), pour un mandat de six ans renouvelable. Il est composé de 15 membres. L'exécutif communal est constitué par le maire, élu par le conseil municipal, parmi ses membres, pour un mandat de six ans.
| Période    | Période | Identité                               | Étiquette | Qualité |
| ---------- | ------- | -------------------------------------- | --------- | ------- |
|            | 1891    | Jean Gaëtan Philippe comte de Néverlée |           |         |
| avant 1995 | ?       | Bruno Lebourgeois                      |           |         |
|            | 2015    | Dominique Talvard                      |           |         |

| Période | Période  | Identité          | Étiquette | Qualité |
| ------- | -------- | ----------------- | --------- | ------- |
| 2016    | En cours | Dominique Talvard |           |         |

## Démographie
L'évolution du nombre d'habitants est connue à travers les recensements de la population effectués dans la commune depuis 1793. À partir du 1er janvier 2009, les populations légales des communes sont publiées annuellement dans le cadre d'un recensement qui repose désormais sur une collecte d'information annuelle, concernant successivement tous les territoires communaux au cours d'une période de cinq ans. 
Pour les communes de moins de 10 000 habitants, une enquête de recensement portant sur toute la population est réalisée tous les cinq ans, les populations légales des années intermédiaires étant quant à elles estimées par interpolation ou extrapolation. Pour la commune, le premier recensement exhaustif entrant dans le cadre du nouveau dispositif a été réalisé en 2007,.
En 2013, la commune comptait 1 047 habitants, en évolution de +5,65 % par rapport à 2008 (Loiret : +2,48 %, France hors Mayotte : +2,49 %).
| 1793 | 1800 | 1806 | 1821 | 1831 | 1836  | 1841  | 1846  | 1851  |
| ---- | ---- | ---- | ---- | ---- | ----- | ----- | ----- | ----- |
| 891  | 848  | 907  | 815  | 996  | 1 062 | 1 170 | 1 178 | 1 195 |

| 1856  | 1861  | 1866  | 1872  | 1876  | 1881  | 1886  | 1891  | 1896  |
| ----- | ----- | ----- | ----- | ----- | ----- | ----- | ----- | ----- |
| 1 165 | 1 163 | 1 191 | 1 180 | 1 205 | 1 201 | 1 277 | 1 184 | 1 135 |

| 1901  | 1906  | 1911 | 1921 | 1926 | 1931 | 1936 | 1946 | 1954 |
| ----- | ----- | ---- | ---- | ---- | ---- | ---- | ---- | ---- |
| 1 105 | 1 088 | 994  | 898  | 930  | 965  | 983  | 959  | 963  |

| 1962 | 1968 | 1975 | 1982 | 1990 | 1999 | 2007 | 2012  | 2013  |
| ---- | ---- | ---- | ---- | ---- | ---- | ---- | ----- | ----- |
| 906  | 883  | 829  | 917  | 982  | 956  | 985  | 1 041 | 1 047 |

## Culture locale et patrimoine

### Lieux et monuments
- Le château de la Brûlerie, datant du XIXe siècle et démoli dans les années 1970[52].

### Personnalités liées à la commune
- Auguste Jean-Gabriel de Caulaincourt (1777-1812), propriétaire du château de la Brûlerie.
- L'écrivain et cordonnier Margravou (1902-1959) est mort à Douchy.
- L'acteur et producteur de cinéma Alain Delon est un résident occasionnel du village de Douchy. Il y possède une propriété acquise en 1971, le château de la Brûlerie. Mireille Darc vit là au début des années 1970, jusqu'à sa rupture avec Alain Delon dans les années 1980[53]. L'acteur y meurt le 18 août 2024 et sera enterré le 24 août dans la chapelle privée qu'il avait fait construire, dans sa propriété. Ancienne colonie de vacances de la SNCF, le château est démoli pour creuser une pièce d'eau artificielle à son emplacement. Seuls les communs et les écuries sont conservés.
- Philippe Lellouche et Vanessa Demouy se sont mariés le 26 juin 2010 dans le parc du château de la Garenne de Launay, situé sur la commune de Douchy.

### Héraldique
| Blason de Douchy | Les armes de Douchy se blasonnent ainsi : Écartelé : au premier parti d'argent et de sable à la croix alésée pattée de gueules brochante, au deuxième de sinople à une gerbe de blé d'or, au troisième d'or à une tour couverte d'azur, ouverte du champ, sur une terrasse d'argent, au quatrième de gueules au lion d'argent. |